# Walter Julius Haacke
Walter Julius Haacke, auch unter dem Pseudonym Julius Uncus bekannt, (* 1. Februar 1909 in Schwerin; † 5. April 2002 in Wiesbaden) war ein deutscher Kirchenmusiker, Organist, Musikpädagoge und Musikwissenschaftler.

## Leben und Wirken

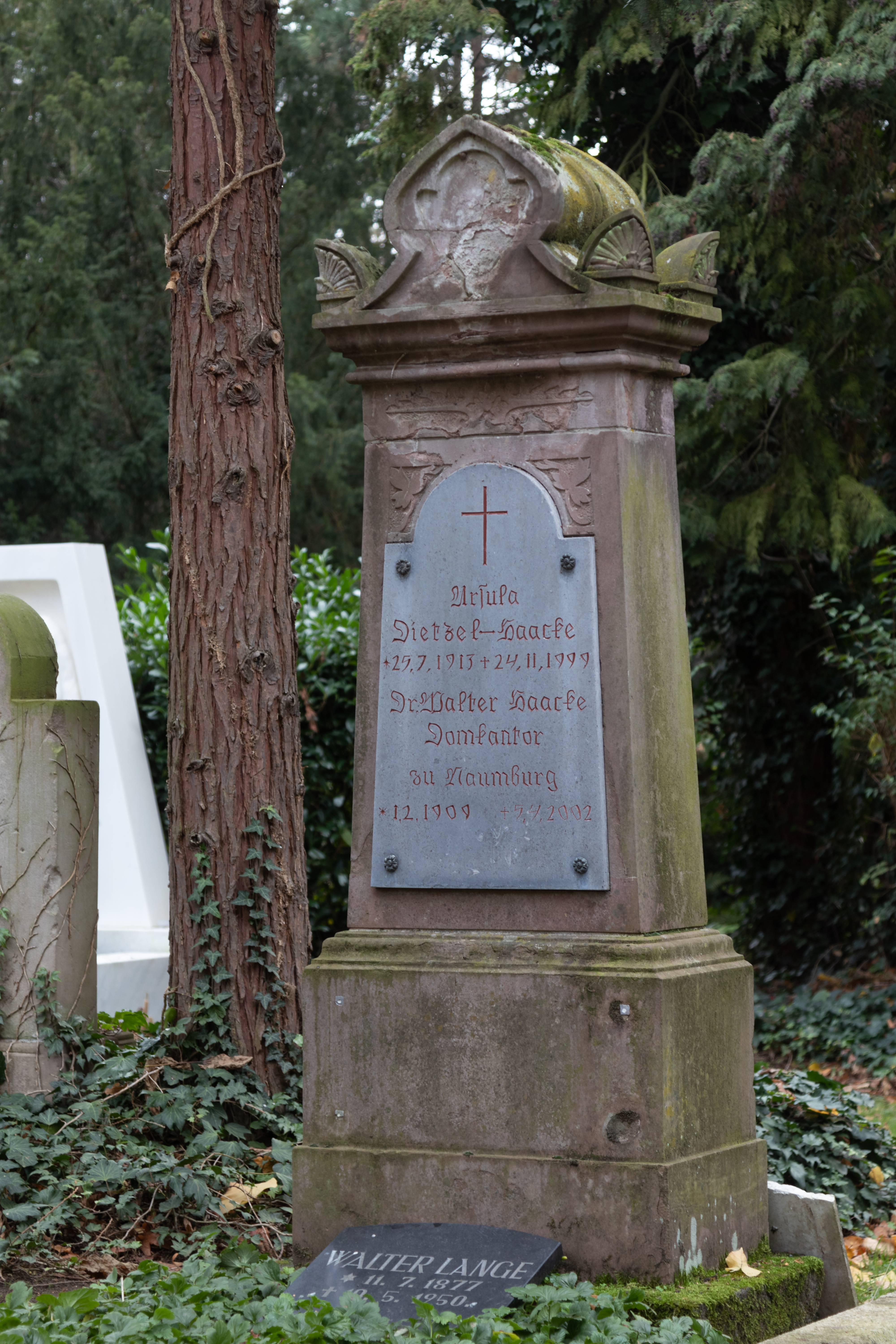
Grabstelle von Walter Julius Haacke auf dem Kölner Melatenfriedhof

Walter Julius Haacke studierte von 1927 bis 1934 in Freiburg im Breisgau, Wien, Heidelberg und Berlin Musikwissenschaft. Daneben studierte er in Berlin Kirchen- und Schulmusik. Er promovierte 1934 zum Dr. phil. an der Universität Freiburg im Breisgau.
1934 wurde er Domorganist und Kantor am Naumburger Dom. In Naumburg wirkte er zudem, mit Unterbrechung durch den Zweiten Weltkrieg, von 1942 bis 1949 als Studienrat am Domgymnasium und von 1947 bis 1953 als Propsteimusikwart (Kirchenmusikdirektor). 1953/1954 war er Musiklehrer in Kaiserswerth. Von 1954 bis 1971 wirkte er als Studienrat am Oraniengymnasium in Wiesbaden, seit 1956 als Dozent am Wiesbadener Konservatorium.
Haacke schrieb mehrere Bücher zu orgelkindlichen Themen, sowie kleinere musikwissenschaftliche Aufsätze und populäre Musikerbiografien wie die von Georg Friedrich Händel, Heinrich Schütz und der Söhne von Johann Sebastian Bach. Er komponierte Kantaten, Lieder und Blockflötenmsik sowie Ausgefallene Einfälle für allerley Claviere (1970).

## Publikationen (Auswahl)
- Die Entwicklungsgeschichte der Orgelbaukunst im Lande Mecklenburg-Schwerin. Wolfenbüttel 1935.
- Orgeln in aller Welt. 1965.
- Der Buxtehudeschüler D. Erich und seine Orgel in Güstrow. 1969.
- Der Buxtehudeschüler F. Schaumkell und seine Orgel Schwerin. 1970.
- Die Organisten an St. Wenceslai zu Naumburg a.d. Saale im 17. und 18. Jahrhundert. 1970.